# Kościół Zwiastowania w Lublanie
Kościół Zwiastowania (słoweń. Cerkev Marijinega oznanjenja) – rzymskokatolicki kościół w Lublanie, na Placu Prešerena w historycznym centrum miasta, zabytek architektury barokowej. Kościół parafialny i zarazem kościół klasztorny franciszkanów. 

## Historia
Kościół Zwiastowania znajduje się na miejscu starszej świątyni należącej do zakonu augustianów. Zakon ten pojawił się w Lublanie w 1314 r., mnisi osiedli przy kościele św. Marcina przy Bramie Szpitalnej i tam przebywali do końca XV w., gdy w obawie przed najazdem tureckim przenieśli się do położonego w bezpieczniejszym miejscu kościoła św. Jakuba. Porzucony kościół św. Marcina został zniszczony w 1494 r. Klasztor przy kościele św. Jakuba funkcjonował do 1553 r., gdy został zlikwidowany, w jego budynku rozmieszczono cesarski przytułek dla ubogich, a zakonnicy musieli opuścić miasto. W XVII w. augustianie powrócili i ponownie osiedlili się na miejscu, gdzie znajdował się ich pierwszy kościół. Nową świątynię pod wezwaniem Zwiastowania wznieśli w latach 1623–1628. W latach 1646–1660 również ten kościół został rozebrany, a na jego miejscu zbudowano nowy, w stylu barokowym, z fundacji barona Konrada von Ruessensteina. Budową kościoła kierował najpierw Francesco Olivieri, a po jego śmierci w 1655 – Francesco Rosina. Prace budowlane zostały w pełni zakończone dopiero w pierwszej połowie XVIII w.: w 1704 r. ukończono południową, główną elewację kościoła, zaś w 1720 r. (według innego źródła – w 1730 r.) dzwonnice. Kościół pozostawał w rękach augustianów do 1784 r., gdy cesarz Józef II zlikwidował klasztor augustianów i przekazał obiekty franciszkanom. W 1858 r. budynek został pomalowany na czerwony kolor. W 1895 r. kościół i klasztor franciszkański ucierpiały wskutek trzęsienia ziemi, następnie zostały odremontowane.

## Architektura
Kościół składa się z wzniesionej na planie czworoboku sklepionej nawy głównej, połączonej z rzędem niższych od niej kaplic bocznych, oraz prosto zamkniętego prezbiterium. Został zbudowany w stylu baroku włoskiego, wpisuje się w nurt architektury potrydenckiej. Znajdujący się w nim ołtarz główny z rzeźbami świętych Filipa i św. Zofii, jest dziełem Francesco Robby (został jedynie wykończony po jego śmierci przez Antona Fritscha).  
W kaplicach bocznych znajduje się osiem ołtarzy. Najstarszy z nich, św. Walentego, pochodzi z r. 1681; znajdujący się w nim wizerunek świętego jest młodszy – obraz autorstwa Valentina Metzingerja pochodzi z ok. 1733 r. Podobnie młodsze są zdobiące ołtarz rzeźby św. Antoniego i św. Rocha, dzieła nieznanego artysty weneckiego. Metzingerjowi przypisuje się również namalowanie obrazu Matki Boskiej Bolesnej w kolejnej bocznej kaplicy św. Franciszka. Następny pod względem wieku ołtarz Trzech Króli pochodzi z kolei z r. 1690. Latem 1701 r. w kościele pojawił się ołtarz św. Paschalisa Baylóna z marmurowymi figurami Karola Boromeusza i Karola Wielkiego, wykonanymi przez tego samego twórcę, który pracował przy rzeźbach w ołtarzu św. Walentego. Kolejny boczny ołtarz poświęcony jest świętym Łucji, Apolonii i Agacie, a znajdujący się w nim obraz pochodzi z 1702 r. i jest prawdopodobnie dziełem Jožefa Ferdinanda Fromillerja. Obok obrazu patronek w ołtarzu znajdują się również rzeźby świętych Kosmy i Damiana.  Kolejny ołtarz boczny nosi wezwanie Krzyża Świętego. Freski w kościele wykonał w połowie XIX w. Matevž Langus, natomiast malowidła na suficie wykonał w latach 1935–1936 Matej Sternen.